# Wilhelm Schleyer

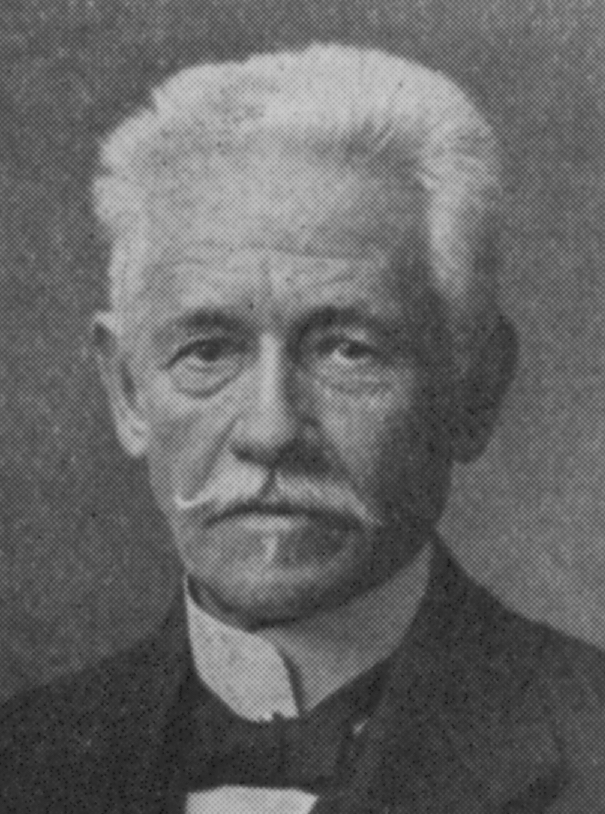
Wilhelm Schleyer

Friedrich Wilhelm Schleyer (* 4. Mai 1853 in Angermünde; † 1. Mai 1936 in Hannover) war ein deutscher Architekt und Hochschullehrer.

## Leben
Schleyer legte 1880 die Regierungsbauführerprüfung ab und arbeitete von 1884 bis 1885 an der Wiederherstellung des Klosters Chorin mit. Nach der Regierungsbaumeisterprüfung 1885 wirkte er an der Restaurierung der Dammkirche in Jüterbog und an Um- und Neubauten in Bad Nenndorf mit. 1892 entwarf er den Neubau des Gefängnisses in Wohlau, 1893 wurde er zum Landbauinspektor ernannt. Ab 1895 war Schleyer etatmäßiger Professor für Baukonstruktionslehre an der TH Hannover. 1903 verlieh ihm der türkische Sultan den Osmanié-Orden dritter Klasse für seine Verdienste um die photogrammetrische Aufnahme der Hagia Sophia in Istanbul. 1908 wurde er zum Geheimen Baurat ernannt, 1920 wurde er Ehrendoktor der TH Berlin. 1921 wurde Schleyer emeritiert, vertrat sein Lehrgebiet aber noch bis 1923.
1929 reiste Schleyer für mehrere Monate nach Paraguay, um die dortigen Jesuitensiedlungen (sog. Jesuiten-Reduktionen) des indigenen Volks der Guaraní zu erforschen.